# Vuurtoren van Urk
De vuurtoren van Urk is een 18,5 m hoge vuurtoren op Urk. De huidige vuurtoren werd van 1844 tot 1845 gebouwd en werd in 1901 met ruim vijf meter verhoogd. De verhoging was nodig omdat de in 1885 vergrote Bethelkerk het licht naar het oosten blokkeerde.
De vuurtoren is de enige langs het IJsselmeer en het Markermeer die de beschikking heeft over een draailicht (hierbij staat de lamp stil en draait de lens).
In 2009 is er bij onderhoudswerkzaamheden een nieuw koperen dak aangebracht.
De toren is regelmatig voor het publiek geopend.

## Geschiedenis
Al vanaf 1617 brandde er op Urk een vuur. Dit kolenvuur was bestemd voor de vissers van Urk en de schepen die vanaf Amsterdam naar de Noordzee voeren. Zij werden door dit vuur de weg gewezen.
De eerste vuurboet werd gebouwd door de Amsterdamse burgemeester Gerrit Jacob Witsen namens de Staten van Holland en West-Friesland, die de heerlijke rechten op Urk bezaten.
In 1837 werd een vierkante baak gebouwd. Deze werd in 1844 weer afgebroken en in plaats daarvan werd de vuurtoren in de huidige vorm gebouwd. 
Het draailicht werd in 1876 vervangen door Barbier, Benard & Turenne. Lichten van deze Franse firma draaien altijd linksom en worden in Canada French lights genoemd. De vuurtoren van Urk draait zodoende als enige vuurtoren van Nederland tegen de wijzers van de klok in.